# Associazione Sportiva Roma 1990-1991
Questa voce raccoglie le informazioni riguardanti l'Associazione Sportiva Roma nelle competizioni ufficiali della stagione 1990-1991.

## Stagione

Aldair contrasta l'interista Matthäus nella finale di ritorno della Coppa UEFA

È il campionato successivo ai Mondiali di Italia '90. Durante le prime giornate del torneo il portiere Angelo Peruzzi ed il neoacquisto Andrea Carnevale risultano positivi ad un test antidoping che rivela una quantità eccessiva di fentermina nelle urine dei giocatori, nasce quindi uno scandalo, detto caso Lipopill che comporta la squalifica dei due per un anno in sede sportiva, la loro assoluzione dai reati di frode sportiva e traffico di stupefacenti in sede penale e la condanna della società a pagare 150 milioni di ammenda. Pochi mesi dopo, nel gennaio del 1991, il presidente Dino Viola muore a causa di un tumore all'intestino lasciando la società alla moglie Flora che si occupa, nei mesi seguenti, del passaggio della proprietà della società a Giuseppe Ciarrapico.
In questo contesto la squadra (affidata in estate a Ottavio Bianchi e rafforzata nell'organico con l'arrivo di Aldair, futuro titolare della difesa giallorossa per molti anni) disputa un campionato dai risultati discontinui concludendo al nono posto, arrivando fino in fondo nelle coppe, raggiungendo le finali di Coppa Italia e di Coppa UEFA (quest'ultima dopo aver superato il Brøndby in semifinale). Se nella competizione nazionale i giallorossi prevalgono sconfiggendo i campioni d'Italia della Sampdoria (3-1 in casa e 1-1 a Genova), in Coppa UEFA la squadra, opposta all'Inter, non riesce a ribaltare il 2-0 rimediato a Milano segnando il gol dell'1-0 della gara di ritorno a dieci minuti dal termine della gara. Al termine della stagione si ritira dal calcio giocato Bruno Conti, una delle bandiere della squadra.

## Divise e sponsor
Lo sponsor tecnico è NR, mentre lo sponsor ufficiale è Barilla.
In quest'annata la Roma propone numerose varianti delle sue casacche. Per quanto riguarda la prima divisa sfoggia come prima opzione un completo composto da maglia rossa con colletto a polo giallo, pantaloncini rossi e calzettoni rossi bordati di giallo, e come seconda scelta un completo similarmente all red ma con maglia ulteriormente arricchita da piping gialli. In trasferta i Lupi usano addirittura tre varianti nel corso della stagione: una prima opzione costituita da maglia bianca con colletto a polo e piping giallorossi, pantaloncini bianchi e calzettoni bianchi bordati di rosso, e due ulteriori scelte, entrambe basate sull'all white ma contraddistinte da due diversi motivi grafici a fasciare il petto.
| Casa | Casa (alternativa) | Trasferta | Trasferta (1ª alternativa) | Trasferta (2ª alternativa) |

I portieri usano tre divise: la prima costituita da maglia nera e gialla con colletto a polo e una manica gialla, pantaloncini neri e calzettoni bianchi, la seconda da maglia nera con decorazioni fluorescenti, pantaloncini neri e calzettoni neri, la terza da maglia con colletto a polo con body rosa e colletto e maniche grigie, pantaloncini e calzettoni sono neri.
| 1ª portiere | 2ª portiere | 3ª portiere |

## Organigramma societario
Di seguito l'organigramma societario.
Area direttiva
- Presidente: Dino Viola, da gennaio Flora Viola, da maggio Giuseppe Ciarrapico
- General manager: Paolo De Crescenzo

Area tecnica
- Direttore sportivo: Emiliano Mascetti
- Allenatore: Ottavio Bianchi

Area sanitaria
- Medico sociale: Ernesto Alicicco

## Rosa
Di seguito la rosa.
| N. |                           | Ruolo | Calciatore         |
| -- | ------------------------- | ----- | ------------------ |
|    | Italia (bandiera)         | P     | Luca Alidori       |
|    | Italia (bandiera)         | P     | Giovanni Cervone   |
|    | Italia (bandiera)         | P     | Angelo Peruzzi     |
|    | Italia (bandiera)         | P     | Giuseppe Zinetti   |
|    | Brasile (bandiera)        | D     | Aldair             |
|    | Germania Ovest (bandiera) | D     | Thomas Berthold    |
|    | Italia (bandiera)         | D     | Andrea Borsa       |
|    | Italia (bandiera)         | D     | Amedeo Carboni     |
|    | Italia (bandiera)         | D     | Antonio Comi       |
|    | Italia (bandiera)         | D     | Manuel Gerolin     |
|    | Italia (bandiera)         | D     | Gabriele Grossi    |
|    | Italia (bandiera)         | D     | Sebastiano Nela    |
|    | Italia (bandiera)         | D     | Stefano Pellegrini |
|    | Italia (bandiera)         | D     | Dario Rossi        |

| N. |                           | Ruolo | Calciatore                   |
| -- | ------------------------- | ----- | ---------------------------- |
|    | Italia (bandiera)         | D     | Antonio Tempestilli          |
|    | Italia (bandiera)         | C     | Daniele Berretta             |
|    | Italia (bandiera)         | C     | Bruno Conti                  |
|    | Italia (bandiera)         | C     | Stefano Desideri             |
|    | Italia (bandiera)         | C     | Fabrizio Di Mauro            |
|    | Italia (bandiera)         | C     | Giampiero Maini              |
|    | Italia (bandiera)         | C     | Giuseppe Giannini (capitano) |
|    | Italia (bandiera)         | C     | Giovanni Piacentini          |
|    | Italia (bandiera)         | C     | Fausto Salsano               |
|    | Italia (bandiera)         | C     | Alessio Scarchilli           |
|    | Italia (bandiera)         | A     | Andrea Carnevale             |
|    | Italia (bandiera)         | A     | Roberto Muzzi                |
|    | Italia (bandiera)         | A     | Ruggero Rizzitelli           |
|    | Germania Ovest (bandiera) | A     | Rudi Völler                  |

## Calciomercato
Di seguito il calciomercato.

### Sessione estiva
| Acquisti | Acquisti         | Acquisti  | Acquisti                    |
| R.       | Nome             | da        | Modalità                    |
| -------- | ---------------- | --------- | --------------------------- |
| P        | Angelo Peruzzi   | Verona    | fine prestito               |
| P        | Giuseppe Zinetti | Pescara   | definitivo (0,2 miliardi £) |
| D        | Amedeo Carboni   | Sampdoria | definitivo                  |
| D        | Aldair           | Benfica   | definitivo (6 miliardi £)   |
| C        | Fausto Salsano   | Sampdoria | definitivo                  |
| A        | Andrea Carnevale | Napoli    | definitivo (6,8 miliardi £) |

| Cessioni | Cessioni             | Cessioni  | Cessioni      |
| R.       | Nome                 | a         | Modalità      |
| -------- | -------------------- | --------- | ------------- |
| P        | Franco Tancredi      | Torino    | definitivo    |
| P        | Ferro Tontini        | Cosenza   | definitivo    |
| D        | Ugo Cipelli          | Mantova   | definitivo    |
| D        | Lionello Manfredonia | -         | fine carriera |
| D        | Fabio Petruzzi       | Casertana | definitivo    |
| C        | Alessandro Cucciari  | Verona    | definitivo    |
| C        | Stefano Impallomeni  | Pescara   | definitivo    |
| C        | Francesco Statuto    | Casertana | prestito      |
| A        | Leonardo Aiello      | Casertana | definitivo    |
| A        | Paolo Baldieri       | Pescara   | definitivo    |

## Risultati

### Serie A

#### Girone di andata
| Arbitro: | Lo Bello (Siracusa) |

|                                                     |           |  |
| Völler 18’ Salsano 41’ A. Carnevale 61’ (rig.), 64’ | Marcatori |  |

| Arbitro: | Beschin (Legnago) |

|                                      |           |  |
| Onorati 11’ Aguilera 43’, 48’ (rig.) | Marcatori |  |

| Arbitro: | Pezzella (Frattamaggiore) |

|                  |           |  |
| A. Carnevale 48’ | Marcatori |  |

| Arbitro: | D'Elia (Salerno) |

|                                |           |                  |
| Klinsmann 77’ Pizzi 79’ (rig.) | Marcatori | 30’ A. Carnevale |

| Arbitro: | Amendolia (Messina) |

|            |           |  |
| Romano 60’ | Marcatori |  |

| Arbitro: | F. Baldas (Trieste) |

|                                       |           |  |
| Salsano 53’ Rizzitelli 64’ Völler 72’ | Marcatori |  |

| Arbitro: | Trentalange (Torino) |

|                            |           |              |
| Brolin 33’ Nela 45’ (aut.) | Marcatori | 38’ Giannini |

| Arbitro: | Cinciripini (Ascoli Piceno) |

|                                        |           |                    |
| Desideri 48’ Völler 50’, 55’ Muzzi 83’ | Marcatori | 82’ (aut.) Gerolin |

| Arbitro: | Stafoggia (Pesaro) |

|                                                         |           |  |
| Schillaci 22’, 28’, 61’ Aldair 55’ (aut.) R. Baggio 90’ | Marcatori |  |

| Arbitro: | Pairetto (Torino) |

|                                                   |           |             |
| Berthold 27’ Aldair 60’ Desideri 88’ Völler 90+1’ | Marcatori | 37’ F. Poli |

| Arbitro: | Lo Bello (Siracusa) |

|          |           |            |
| Sosa 54’ | Marcatori | 44’ Völler |

| Arbitro: | Pezzella (Frattamaggiore) |

|                                   |           |                 |
| Tempestilli 11’ (aut.) Vialli 55’ | Marcatori | 13’ Tempestilli |

| Roma 16 dicembre 1990, ore 14:30 13ª giornata | Roma                | 0 – 0 referto | Milan | Stadio Olimpico di Roma (59.000 circa spett.)\| Arbitro: \| Amendolia (Messina) \| |
| Arbitro:                                      | Amendolia (Messina) |               |       |                                                                                    |

| Arbitro: | Pairetto (Torino) |

|                        |           |                                   |
| Bordin 3’ Caniggia 25’ | Marcatori | 51’ (aut.) Bigliardi 62’ Giannini |

| Roma 6 gennaio 1991, ore 14:30 15ª giornata | Roma                      | 0 – 0 referto | Cagliari | Stadio Olimpico di Roma (43.000 circa spett.)\| Arbitro: \| Merlino (Torre del Greco) \| |
| Arbitro:                                    | Merlino (Torre del Greco) |               |          |                                                                                          |

| Arbitro: | Cornieti (Forlì) |

|          |           |             |
| Zola 15’ | Marcatori | 65’ Salsano |

| Arbitro: | Frigerio (Milano) |

|  |           |                          |
|  | Marcatori | 59’ Larsen 68’ Lucarelli |

#### Girone di ritorno
| Arbitro: | Lanese (Messina) |

|          |           |             |
| Buso 36’ | Marcatori | 64’ Salsano |

| Arbitro: | Luci (Firenze) |

|                                        |           |              |
| Giannini 40’ Di Mauro 45+1’ Völler 80’ | Marcatori | 58’ Aguilera |

| Arbitro: | Boggi (Salerno) |

|  |           |          |
|  | Marcatori | 84’ Nela |

| Arbitro: | Ceccarini (Livorno) |

|                |           |           |
| Rizzitelli 81’ | Marcatori | 67’ Berti |

| Arbitro: | D'Elia (Salerno) |

|                              |           |  |
| Aldair 17’ Völler 82’ (rig.) | Marcatori |  |

| Arbitro: | Lo Bello (Siracusa) |

|                     |           |           |
| Pasculli 29’ (rig.) | Marcatori | 14’ Muzzi |

| Arbitro: | Lanese (Messina) |

|              |           |                     |
| Di Mauro 35’ | Marcatori | 30’ (aut.) Di Mauro |

| Arbitro: | Frigerio (Milano) |

|                   |           |            |
| Ciocci 64’ (rig.) | Marcatori | 59’ Völler |

| Arbitro: | Cornieti (Forlì) |

|  |           |               |
|  | Marcatori | 47’ Casiraghi |

| Arbitro: | Luci (Firenze) |

|                                  |           |                                               |
| Détári 27’ Türkyılmaz 31’ (rig.) | Marcatori | 35’ Rizzitelli 64’ Desideri 83’ (rig.) Völler |

| Arbitro: | Pairetto (Torino) |

|                   |           |          |
| Völler 54’ (rig.) | Marcatori | 81’ Sosa |

| Arbitro: | Amendolia (Messina) |

|  |           |                |
|  | Marcatori | 49’ Vierchowod |

| Arbitro: | Sguizzato (Verona) |

|                   |           |                |
| M. Agostini 90+1’ | Marcatori | 87’ Rizzitelli |

| Arbitro: | Trentalange (Torino) |

|                                      |           |             |
| Bonacina 60’ (aut.) Rizzitelli 90+3’ | Marcatori | 42’ Catelli |

| Cagliari 12 maggio 1991, ore 16:00 32ª giornata | Cagliari        | 0 – 0 referto | Roma | Stadio Sant'Elia (32.000 circa spett.)\| Arbitro: \| Magni (Bergamo) \| |
| Arbitro:                                        | Magni (Bergamo) |               |      |                                                                         |

| Arbitro: | Beschin (Legnago) |

|             |           |              |
| Carboni 16’ | Marcatori | 80’ Rizzardi |

| Arbitro: | Bettin (Padova) |

|  |           |           |
|  | Marcatori | 71’ Muzzi |

### Coppa Italia

#### Turni preliminari
| Arbitro: | Frigerio (Milano) |

|            |           |  |
| Völler 10’ | Marcatori |  |

| Arbitro: | Pairetto (Torino) |

|                   |           |                              |
| Barone 40’ (rig.) | Marcatori | 15’ Comi 35’, 72’ Rizzitelli |

#### Fase finale
| Arbitro: | Ceccarini (Livorno) |

|                            |           |  |
| Gerolin 41’ Rizzitelli 68’ | Marcatori |  |

| Arbitro: | F. Baldas (Trieste) |

|             |           |            |
| Pacione 83’ | Marcatori | 76’ Völler |

| Arbitro: | Beschin (Legnago) |

|                    |           |               |
| Bonetti 45’ (aut.) | Marcatori | 57’ Casiraghi |

| Arbitro: | Pezzella (Frattamaggiore) |

|  |           |                             |
|  | Marcatori | 35’ Berthold 44’ Rizzitelli |

| Milano 13 marzo 1991, ore 20:30 Semifinale - Andata | Milan               | 0 – 0 referto | Roma | Stadio Giuseppe Meazza (8.698 spett.)\| Arbitro: \| F. Baldas (Trieste) \| |
| Arbitro:                                            | F. Baldas (Trieste) |               |      |                                                                            |

| Arbitro: | D'Elia (Salerno) |

|                       |           |  |
| Van Basten 24’ (aut.) | Marcatori |  |

| Arbitro: | Pairetto (Torino) |

|                                                         |           |             |
| L. Pellegrini 12’ (aut.) Berthold 35’ Völler 39’ (rig.) | Marcatori | 29’ Katanec |

| Arbitro: | Pezzella (Frattamaggiore) |

|                   |           |                   |
| Aldair 78’ (aut.) | Marcatori | 55’ (rig.) Völler |

### Coppa UEFA
| Arbitro: | Röthlisberger |

|              |           |  |
| Carnevale 1’ | Marcatori |  |

| Arbitro: | Schmidhuber |

|  |           |              |
|  | Marcatori | 28’ Giannini |

| Arbitro: | Kirschen |

|             |           |                |
| Roberto 24’ | Marcatori | 72’ Rizzitelli |

| Arbitro: | Biguet |

|                                |           |                     |
| Giannini 36’ Völler 63’ (rig.) | Marcatori | 80’ (rig.) Fernando |

| Arbitro: | Blankenstein |

|                                              |           |  |
| Völler 10’, 44’ (rig.), 50’ Gerolin 61’, 73’ | Marcatori |  |

| Arbitro: | Karlsson |

|  |           |                                |
|  | Marcatori | 71’ (rig.) Völler 90’ Desideri |

| Arbitro: | Courtney |

|                                        |           |  |
| Desideri 43’ Völler 74’ Rizzitelli 77’ | Marcatori |  |

| Arbitro: | Mikkelsen |

|                         |           |                      |
| Kooiman 73’ Lamptey 82’ | Marcatori | 24’, 57’, 70’ Völler |

| Brøndby 10 aprile 1991, ore 19:00 CET Semifinale - Andata | Brøndby | 0 – 0 referto | Roma | Brøndby Stadion (circa 18.000 spett.)\| Arbitro: \| Nemeth \| |
| Arbitro:                                                  | Nemeth  |               |      |                                                               |

| Arbitro: | Aladrén |

|                           |           |                 |
| Rizzitelli 33’ Völler 88’ | Marcatori | 64’ (aut.) Nela |

| Arbitro: | Spirin |

|                               |           |  |
| Matthäus 56’ (rig.) Berti 72’ | Marcatori |  |

| Arbitro: | Quiniou |

|                |           |  |
| Rizzitelli 80’ | Marcatori |  |

## Statistiche
Di seguito le statistiche di squadra.

### Statistiche di squadra
| Competizione | Punti | In casa | In casa | In casa | In casa | In casa | In casa | In trasferta | In trasferta | In trasferta | In trasferta | In trasferta | In trasferta | Totale | Totale | Totale | Totale | Totale | Totale | D.R. |
| Competizione | Punti | G       | V       | N       | P       | Gf      | Gs      | G            | V            | N            | P            | Gf           | Gs           | G      | V      | N      | P      | Gf     | Gs     | D.R. |
| ------------ | ----- | ------- | ------- | ------- | ------- | ------- | ------- | ------------ | ------------ | ------------ | ------------ | ------------ | ------------ | ------ | ------ | ------ | ------ | ------ | ------ | ---- |
| Serie A      | 36    | 17      | 8       | 6       | 3       | 27      | 12      | 17           | 3            | 8            | 6            | 16           | 25           | 34     | 11     | 14     | 9      | 43     | 37     | +6   |
| Coppa Italia | -     | 5       | 4       | 1       | 0       | 8       | 2       | 5            | 2            | 3            | 0            | 7            | 3            | 10     | 6      | 4      | 0      | 15     | 5      | +10  |
| Coppa UEFA   | -     | 6       | 6       | 0       | 0       | 14      | 2       | 6            | 3            | 2            | 1            | 7            | 5            | 12     | 9      | 2      | 1      | 21     | 7      | +14  |
| Totale       |       | 28      | 18      | 7       | 3       | 49      | 16      | 28           | 8            | 13           | 7            | 30           | 33           | 56     | 26     | 20     | 10     | 79     | 49     | +30  |

### Andamento in campionato
| Giornata  | 1 | 2 | 3 | 4 | 5  | 6 | 7  | 8 | 9 | 10 | 11 | 12 | 13 | 14 | 15 | 16 | 17 | 18 | 19 | 20 | 21 | 22 | 23 | 24 | 25 | 26 | 27 | 28 | 29 | 30 | 31 | 32 | 33 | 34 |
| --------- | - | - | - | - | -- | - | -- | - | - | -- | -- | -- | -- | -- | -- | -- | -- | -- | -- | -- | -- | -- | -- | -- | -- | -- | -- | -- | -- | -- | -- | -- | -- | -- |
| Luogo     | C | T | C | T | T  | C | T  | C | T | C  | T  | T  | C  | T  | C  | T  | C  | T  | C  | T  | C  | C  | T  | C  | T  | C  | T  | C  | C  | T  | C  | T  | C  | T  |
| Risultato | V | P | V | P | P  | V | P  | V | P | V  | N  | P  | N  | N  | N  | N  | P  | N  | V  | V  | N  | V  | N  | N  | N  | P  | V  | N  | P  | N  | V  | N  | N  | V  |
| Posizione | 1 | 7 | 5 | 7 | 12 | 7 | 12 | 8 | 8 | 8  | 9  | 10 | 10 | 10 | 11 | 9  | 11 | 11 | 10 | 9  | 9  | 8  | 8  | 9  | 9  | 9  | 9  | 10 | 10 | 10 | 9  | 10 | 9  | 9  |

Legenda:

Luogo: C = Casa; T = Trasferta. Risultato: V = Vittoria; N = Pareggio; P = Sconfitta.

### Statistiche dei giocatori
Di seguito le statistiche dei giocatori.
| Giocatore      | Serie A  | Serie A | Serie A     | Serie A    | Coppa Italia | Coppa Italia | Coppa Italia | Coppa Italia | Coppa UEFA | Coppa UEFA | Coppa UEFA  | Coppa UEFA | Totale   | Totale | Totale      | Totale     |
| Giocatore      | Presenze | Reti    | Ammonizioni | Espulsioni | Presenze     | Reti         | Ammonizioni  | Espulsioni   | Presenze   | Reti       | Ammonizioni | Espulsioni | Presenze | Reti   | Ammonizioni | Espulsioni |
| -------------- | -------- | ------- | ----------- | ---------- | ------------ | ------------ | ------------ | ------------ | ---------- | ---------- | ----------- | ---------- | -------- | ------ | ----------- | ---------- |
| L. Alidori     | 0        | -0      | 0           | 0          | -            | -            | -            | -            | 0          | 0          | 0           | 0          | 0        | 0      | 0           | 0          |
| G. Cervone     | 21       | -20     | 2+          | 0+         | 5            | -2           | 0+           | 0+           | 6          | -5         | 0           | 0          | 32       | -27    | 2+          | 0+         |
| A. Peruzzi     | 3        | -3      | 0+          | 0+         | -            | -            | -            | -            | 2          | -0         | 0           | 0          | 5        | -3     | 0+          | 0+         |
| G. Zinetti     | 10       | -14     | 0+          | 0+         | 5            | -3           | 0+           | 0+           | 4          | -2         | 0           | 0          | 19       | -19    | 0+          | 0+         |
| Aldair         | 29       | 2       | 1+          | 1+         | 9            | 0            | 2+           | 0+           | 11         | 0          | 1           | 0          | 49       | 2      | 4+          | 1+         |
| T. Berthold    | 30       | 1       | 2+          | 1+         | 7            | 2            | 1+           | 0+           | 12         | 0          | 0           | 0          | 49       | 3      | 3+          | 1+         |
| A. Borsa       | -        | -       | -           | -          | -            | -            | -            | -            | -          | -          | -           | -          | -        | -      | -           | -          |
| A. Carboni     | 30       | 1       | 4+          | 0+         | 9            | 0            | 2+           | 0+           | 4          | 0          | 1           | 1          | 43       | 1      | 7+          | 1+         |
| A. Comi        | 18       | 0       | 2+          | 0+         | 3            | 1            | 0+           | 0+           | 11         | 0          | 2           | 0          | 32       | 1      | 4+          | 0+         |
| M. Gerolin     | 26       | 0       | 2+          | 0+         | 7            | 1            | 2+           | 0+           | 9          | 2          | 1           | 0          | 42       | 3      | 5+          | 0+         |
| G. Grossi      | 0        | 0       | 0           | 0          | -            | -            | -            | -            | -          | -          | -           | -          | 0        | 0      | 0           | 0          |
| S. Nela        | 28       | 1       | 2+          | 2+         | 8            | 0            | 0+           | 0+           | 11         | 0          | 2           | 0          | 47       | 1      | 4+          | 2+         |
| S. Pellegrini  | 14       | 0       | 2+          | 0+         | 8            | 0            | 1+           | 0+           | 5          | 0          | 0           | 0          | 27       | 0      | 3+          | 0+         |
| D. Rossi       | 1        | 0       | 0+          | 0+         | 0            | 0            | 0            | 0            | 1          | 0          | 0           | 0          | 2        | 0      | 0+          | 0+         |
| A. Tempestilli | 22       | 1       | 2+          | 0+         | 7            | 0            | 0+           | 0+           | 8          | 0          | 3           | 0          | 37       | 1      | 5+          | 0+         |
| D. Berretta    | -        | -       | -           | -          | -            | -            | -            | -            | -          | -          | -           | -          | -        | -      | -           | -          |
| B. Conti       | 0        | 0       | 0           | 0          | -            | -            | -            | -            | 1          | 0          | 0           | 0          | 1        | 0      | 0           | 0          |
| S. Desideri    | 28       | 3       | 7+          | 1+         | 10           | 0            | 2+           | 0+           | 9          | 2          | 4           | 0          | 47       | 5      | 13+         | 1+         |
| F. Di Mauro    | 27       | 2       | 2+          | 0+         | 7            | 0            | 0+           | 0+           | 10         | 0          | ?           | 0          | 44       | 2      | 2+          | 0+         |
| G. Maini       | 1        | 0       | 0+          | 0+         | -            | -            | -            | -            | -          | -          | -           | -          | 1        | 0      | 0+          | 0+         |
| G. Giannini    | 23       | 3       | 4+          | 0+         | 8            | 0            | 0+           | 0+           | 10         | 2          | 0           | 0          | 41       | 5      | 4+          | 0+         |
| G. Piacentini  | 20       | 0       | 1+          | 0+         | 6            | 0            | 1+           | 0+           | 7          | 0          | 2           | 0          | 33       | 0      | 4+          | 0+         |
| F. Salsano     | 29       | 4       | 3+          | 0+         | 9            | 0            | 1+           | 0+           | 5          | 0          | 2           | 0          | 43       | 4      | 6+          | 0+         |
| A. Scarchilli  | -        | -       | -           | -          | -            | -            | -            | -            | -          | -          | -           | -          | -        | -      | -           | -          |
| A. Carnevale   | 5        | 4       | 1+          | 0+         | 1            | 0            | 0+           | 0+           | 2          | 1          | 1           | 0          | 8        | 5      | 2+          | 0+         |
| R. Muzzi       | 15       | 3       | 1+          | 0+         | 3            | 0            | 0+           | 0+           | 5          | 0          | 0           | 0          | 23       | 3      | 1+          | 0+         |
| R. Rizzitelli  | 24       | 5       | 5+          | 0+         | 8            | 4            | 1+           | 0+           | 8          | 4          | 0           | 0          | 40       | 13     | 6+          | 0+         |
| R. Völler      | 30       | 11      | 3+          | 0+         | 10           | 4            | 1+           | 0+           | 12         | 10         | 0           | 0          | 52       | 25     | 4+          | 0+         |

## Giovanili

Una formazione Primavera romanista della stagione

### Piazzamenti
- Primavera: 
  - Campionato Primavera: ?
  - Coppa Italia Primavera: ?
  - Torneo di Viareggio: Vincitore